# سیارک ۷۲۶۰
سیارک ۷۲۶۰ (به انگلیسی: 7260 Metelli، نامگذاری:1994FN) هفت هزار و دویست و شصتمین سیارک کشف شده‌است که در ۱۸ مارس ۱۹۹۴ کشف شد.
قدر مطلق سیارک برابر ۱۳٫۱۰ است.